# Microgecko helenae
Microgecko helenae (карликовий гекон хузестанський) — вид геконоподібних ящірок родини геконових (Gekkonidae). Мешкає в Ірані. Видд названий на честь Олени Нікольської, дочки біолога Олександра Нікольського.

## Поширення і екологія
Хузестанські карликові гекони широко поширені в горах Загросу на заході Ірану (від Керманшаха до Бушира), можливо, також мешкають на сході Іраку. Вони живуть в горбистих передгір'ях, порослих травою, колючими чагарниками, молочаєм, поодинокими фісташковими і дубовими деревами та у більш вологих дубових гіях з домішкою верб і тополь, серед каміння. Зустрічаються на висоті до 1500 м над рівнем моря.